# Zamora Club de Fútbol
Lo Zamora Club de Fútbol è una società calcistica con sede a Zamora, in Castiglia e León, in Spagna.
Gioca nella Primera Federación, la terza serie del campionato spagnolo.

## Tornei nazionali
È una società calcistica dai mezzi economici da sempre molto modesti. Ciò nonostante, grazie all'agonismo che contraddistingue questa squadra, è riuscita comunque a non retrocedere mai, salvandosi spesso all'ultima giornata se non all'ultimo minuto. Detiene così il record di 22 partecipazioni consecutive nei campionati di Segunda B. La caratteristica è quella di avere ogni anno formazioni giovanissime, mediamente ragazzi ventiduenni - ventitreenni semisconosciuti, motivati dall'avere un palcoscenico in cui dimostrare le proprie qualità e contare su una società, lo Zamora, che a fine campionato avvia regolarmente alla categoria superiore, la Segunda Adelante.
- 1ª División: 0 stagioni
- 2ª División: 0 stagioni
- 2ª División B: 24 stagioni
- 3ª División: 24 stagioni

## Stagioni

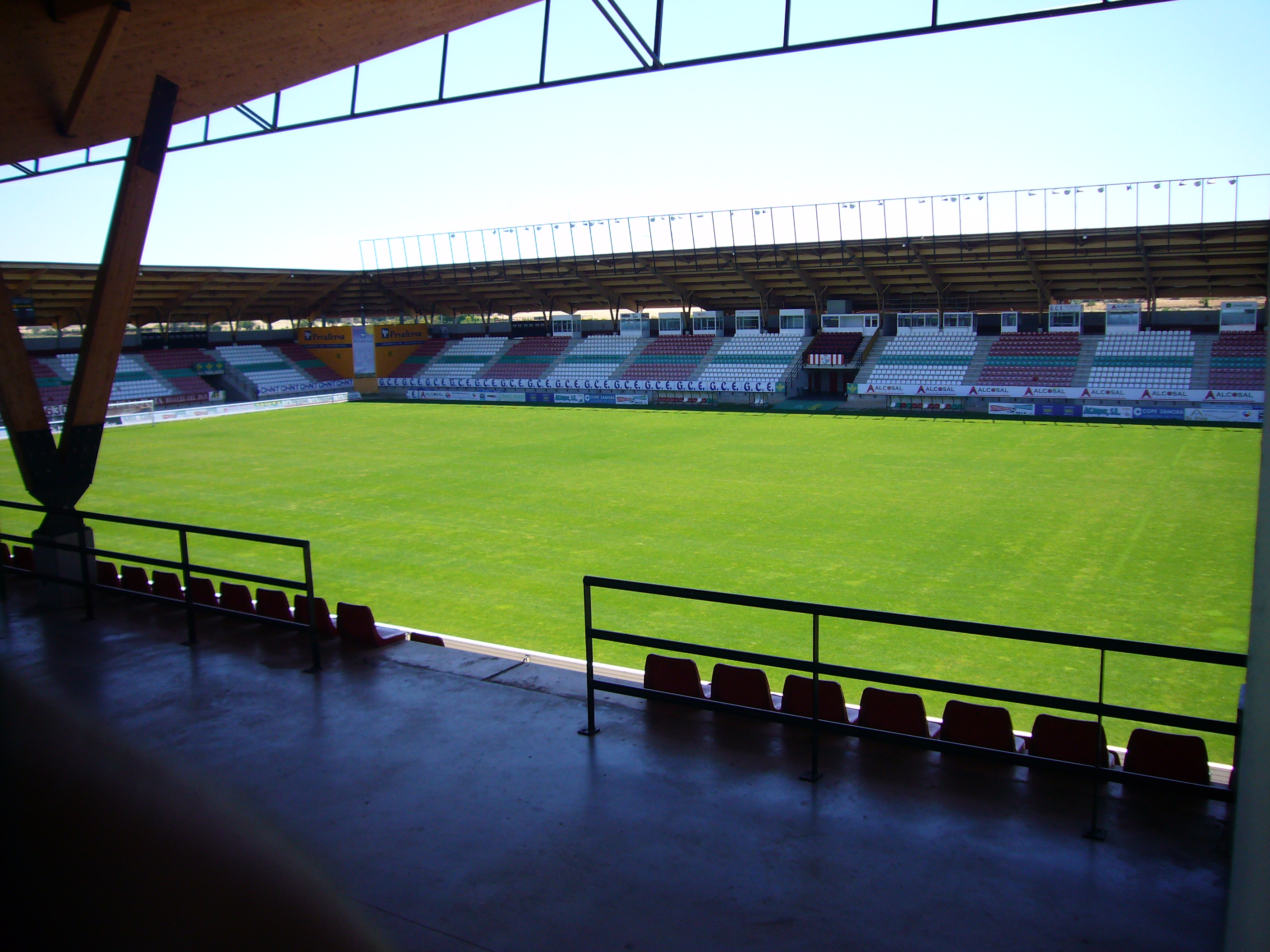
Estadio Ruta de la Plata

| Stagione | Categoria | Posizione |
| -------- | --------- | --------- |
| 1969/70  | Regionali | —         |
| 1970/71  | Regionali | —         |
| 1971/72  | 3ª        | 9°        |
| 1972/73  | 3ª        | 11°       |
| 1973/74  | 3ª        | 15°       |
| 1974/75  | Regionali | —         |
| 1975/76  | 3ª        | 16°       |
| 1976/77  | 3ª        | 15°       |
| 1977/78  | 3ª        | 1°        |
| 1978/79  | 2ªB       | 9°        |
| 1979/80  | 2ªB       | 6°        |
| 1980/81  | 2ªB       | 16°       |
| 1981/82  | 2ªB       | 3°        |
| 1982/83  | 3ª        | 2°        |

| Stagione | Categoria | Posizione |
| -------- | --------- | --------- |
| 1983/84  | 2ªB       | 13°       |
| 1984/85  | 2ªB       | 11°       |
| 1985/86  | 2ªB       | 11°       |
| 1986/87  | 3ª        | 5°        |
| 1987/88  | 3ª        | 6°        |
| 1988/89  | 3ª        | 8°        |
| 1989/90  | 3ª        | 9°        |
| 1990/91  | 3ª        | 2°        |
| 1991/92  | 3ª        | 3°        |
| 1992/93  | 3ª        | 1°        |
| 1993/94  | 3ª        | 5°        |
| 1994/95  | 3ª        | 4°        |
| 1995/96  | 3ª        | 2°        |
| 1996/97  | 3ª        | 4°        |

| Stagione | Categoria | Posizione |
| -------- | --------- | --------- |
| 1997/98  | 2ªB       | 16°       |
| 1998/99  | 3ª        | 1°        |
| 1999/00  | 2ªB       | 12°       |
| 2000/01  | 2ªB       | 3°        |
| 2001/02  | 2ªB       | 15°       |
| 2002/03  | 2ªB       | 2°        |
| 2003/04  | 2ªB       | 8°        |
| 2004/05  | 2ªB       | 4°        |
| 2005/06  | 2ªB       | 13°       |
| 2006/07  | 2ªB       | 9°        |
| 2007/08  | 2ªB       | 3°        |
| 2008/09  | 2ªB       | 4°        |
| 2009/10  | 2ªB       | 14°       |
| 2010/11  | 2ªB       | 13°       |
| 2011/12  | 2ªB       | 11°       |

## Palmarès

### Competizioni nazionali
- Tercera División: 2

2015-2016, 2018-2019

### Altri piazzamenti
- Segunda División B:

Secondo posto: 2002-2003 (gruppo I)
Terzo posto: 1981-1982 (gruppo I), 2000-2001 (gruppo I), 2007-2008 (gruppo II)